# 譚雅士
譚雅士，OBE，JP（英語：William Ngartse Thomas Tam，1900年7月21日—1976年4月8日），香港大律師和政治家，1939年至1941年出任立法局非官守議員。
譚雅士早年先後受教於拔萃男書院、香港大學、牛津大學和倫敦大學，獲法學士學位後返港成為當時少有的華籍執業大律師。在1939年出任立法局非官守議員以前，他曾多次獲香港政府委任到不同的委員會供職，並於1931年至1932年出任東華醫院辛未年首總理、1936年至1937年出任保良局丙子年主席、以及在1936年和1937年分別獲委任為市政局非官守議員和團防局紳。譚雅士在立法局供職期間正值第二次世界大戰，遠東局勢自1937年中日戰爭爆發後也日益嚴峻，任內他除了反對港府計劃開徵入息稅外，又批評港府於1940年設立的移民局擾民，並多番促請港府平抑物價。
1941年12月香港淪陷後，譚雅士先後被日治政府強迫擔任香港善後處理委員會委員和華民各界協議會委員；1945年香港重光後，譚雅士雖然淡出政壇，但獲港府委任為兒童法庭、紳士法庭和交通法庭法官，後來又任中央裁判司署裁判司等職，1949年更與羅顯勝成為首批獲委任為常任裁判司的華人。1951年辭任裁判司後，他重新開展私人執業，至1960年退休。
譚雅士是香港首位華人首席按察司楊鐵樑爵士的岳丈，此外，他在1931年於香港島半山區薄扶林道建成名為「Jessville」的大宅，該座被指具歷史價值的大宅在2006年一度被譚雅士的後人申請拆卸重建，引起公眾關注，經港府介入後，大宅最終得以保留。

## 生平

### 早年生涯
譚雅士祖籍廣東台山，同時是歐亞混血，1900年7月21日生於香港，父親名叫譚夏士（L. F. Thomas Tam／Tam Ha-sze）。譚雅士有兩名胞妹，分別名譚安妮（譯音，Anna Thomas Tam）和譚綺華（Eva Thomas Tam），前者畢業於聖士提反女子中學，1937年12月8日嫁給怡和洋行天津分行買辦梁炎卿之幼子梁文奎；後者同樣畢業於聖士提反女子中學，並於該校附設之幼稚園任教，惟於1937年10月31日深夜乘坐由外籍副警司畢明達（Ken Bidmead）駕駛的跑車期間遇上嚴重車禍，跑車駛至薄扶林道與沙宣道交界時失事翻側，畢明達僅受輕傷，但譚綺華卻因重傷延至翌日凌晨不治，終年僅23歲。
譚雅士另有兩名養兄，分別名譚嘉士（George Harold Thomas／Tam Yau-ming）和譚權（譯音，Tam Kun／Henry Thomas），兩人都是分別領養回來，均為歐亞混血，但與譚雅士兄妹沒有直接的血緣關係。其中譚嘉士後來成為執業西醫，長年於東華醫院任職，二戰後成為首位署任醫務總監的華人；至於譚權則任職於中國海關，惟於1922年自殺身亡。譚雅士早年隨兩名養兄入讀拔萃男書院，其後升讀香港大學，1920年取得文學士學位畢業，同屆畢業的同學包括陳君葆和曾鏡涵等。大學畢業後，他又前赴英國深造，1922年從牛津大學畢業，翌年再從倫敦大學大學學院獲得法學士學位，未幾取得當地的執業大律師資格。

### 公職生涯
從英國返港後，譚雅士旋於香港開展執業大律師生涯，又因為當時甚少華籍執業大律師，他很快就得到香港政府注意，逐漸向他委以不同的公職。其中，特別關注經濟議題的他早於1930年7月獲香港總督貝璐爵士委任為政府節約委員會（Retrenchment Commission）委員，研究在全球經濟大蕭條下節約政府開支的方法。委員會於1931年5月向港府提交報告書，並由港府於翌年正式向外發表。當中除了建議精簡政府架構以外，又提出港府應該引入更多華籍公務員，以取代薪酬和福利相對較優厚的外籍公務員。他後於1934年7月再應貝璐的邀請加入到港府經濟委員會（Economic Commission）供職，就當前的經濟和幣制問題作出分析。委員會隨後在1935年2月發表報告書，認為港府不宜放棄銀本位，但港府後因局勢逆轉，於同年11月9日召開的立法局特別會議上通過《貨幣條例》，決議港元放棄銀本位制度。
另一方面，只有31歲的譚雅士於1931年連同顏成坤等分別當選東華醫院辛未年首總理和主席，並在任內見證東華醫院、廣華醫院和東華東院合組成為東華三院。他隨後於1934年獲港府委任為考慮在新界飼養豬隻和家禽委員會委員，參與研究新界禽畜業的發展政策；到1936年更進一步當選為保良局丙子年主席，同時兼任華人廟宇委員會委員及香港仔工業學校執行委員會委員。
參與公共事務多年以後，譚雅士在1936年3月30日獲港府奉委為市政局非官守議員，任內曾於1937年至1938年以前任保良局主席的身份兼任團防局紳，至1939年再度獲得委任。在1939年3月17日，譚雅士獲時任港督羅富國爵士指派接替離港的李樹芬醫生暫任立法局非官守議員，同日又接替辭職的羅文錦出任交通委員會（Traffic Board）委員，復於同年7月獲委任為城市設計委員會委員。同年12月3日，他正式獲委任接替周埈年為立法局非官守議員，但為了更專注立法局的工作，他於翌年3月辭任市政局議員的職務。
在立法局內，譚雅士與另一位較資深、事務律師出身的羅文錦都是比較勇躍發言的華籍議員，並敢於批評港府政策，當中包括聯同其他非官守議員大力反對港府計劃開徵入息稅的建議，並在1939年10月至1940年2月兼任戰時收益委員會（War Revenue Committee）委員期間，與其他委員透過委員會發表的報告書對建議提出重大保留。幾經商界和港府的討價還價，開徵入息稅的建議最終在1940年4月獲立法局三讀通過，但稅項只作為維持戰時收益的臨時手段，港府還承諾大戰結束後廢除稅項。雖然港府在大戰過後的確廢除了入息稅，但卻旋於1947年重新開徵。
譚雅士在立法局供職期間適值第二次世界大戰爆發，但事實上，自中日戰爭在1937年爆發以後，遠東早已戰雲密佈，而廣州在1938年10月陷落以後，日軍兵臨香港深圳河邊界以北，並於1940年6月開始大量集結，使香港局勢更形嚴峻。鑑於當時中國大陸大量難民湧入香港，造成糧食短缺和其他社會問題，港府在1940年即著手修例加強管制邊境，除了率先在1940年11月成立移民局外，又於1941年1月在立法局通過《入境管制條例》，首次對所有進入香港的華籍人士實施全面管制，而離港的華籍居民如欲返港，也須先到設於中環公主行的移民局辦理移民證，才可再次入境。在加強入境管制一事上，譚雅士曾公開批評港府辦理移民證的手續繁複，輪候時間冗長，導致移民局每天都人頭湧湧，局內局外均十分擠擁，對市民構成相當不便。此外，他還十分關注食品管制和物價上漲等議題，並多番要求港府著手調查米價暴漲和設法平抑物價。
在1941年9月3日，譚雅士獲港府委任到新成立的就業仲裁審裁處擔任委員，負責協助調解勞工糾紛，但不久以後，太平洋戰爭在12月7日爆發，日本翌日派兵入侵香港，香港保衞戰一觸即發。同月25日，時任港督楊慕琦爵士宣佈無條件投降，標誌着香港淪陷，進入為期三年零八個月的日治時期。淪陷初期，譚雅士被中止大律師業務和原有的公職，並因其政界背景被日治政府強迫出任香港善後處理委員會其中一名委員。及至1942年初，日治政府組織華民各界協議會，譚雅士再被迫出任協議會其中一名委員，後來又獲准與簡悅強和施玉麒合組律師樓，恢復業務，一直到1945年日本無條件投降為止。

### 戰後生涯

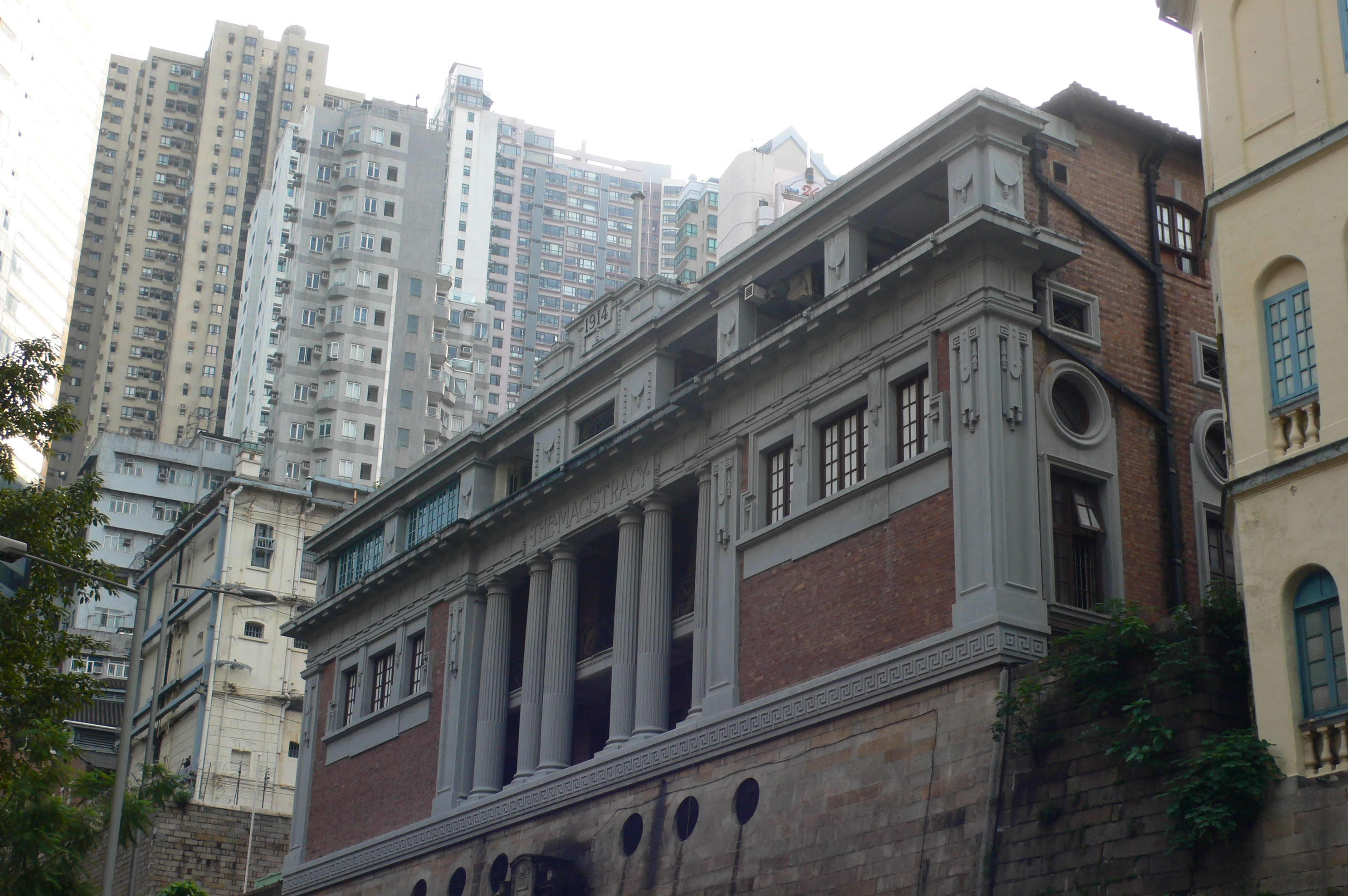
譚雅士在戰後初年曾任中央裁判司署裁判司，並且是首批獲委任為常任裁判司的華人之一

1945年8月香港重光和香港重歸英國管治後，港府旋即強調大部份華人代表出於捍衛香港華人利益，並在得到英方秘密許可下，才接受出任日治政府的公職，當中並不涉及通敵賣國的行為，因此譚雅士等沒有與日方過從甚密的人士大多未有遭到港府深究。不過，根據在戰後曾先後擔任軍政府首席民政事務官和港府輔政司的麥道高後來在內部文件中指出，如果重新委任一些與日治政府合作的華人領袖到行政局或立法局供職，將有可能引起很大爭議，因此港府盡可能都不應該再委任這類人士到兩局供職。
雖然譚雅士戰後未有重任立法局非官守議員，但他仍然得到港府重用，在他的提倡下，港府在戰後即設立兒童法庭、紳士法庭和交通法庭，並特別由他擔任三庭法官。在1947年，他進一步獲港府委任為中央裁判司署裁判司，1949年更與羅顯勝一同成為香港開埠以來首批擔任常任裁判司的華人。譚雅士在1951年終於辭任裁判司一職，重新開展私人執業，於中環荷蘭行自設辦公室，至1960年方告退休。
除了司法職務以外，譚雅士戰後還自1947年起出任香港大學校董，繼後又任港大薪俸委員會委員；1953年獲委任為英國大學遴選委員會委員，以及分別榮任東華三院和保良局永遠總理。為表彰他多年來從事公職方面的表現，他於1951年英皇壽辰授勳名單中更獲英廷頒授OBE勳銜，此前他早已在1933年4月28日獲港府奉委為非官守太平紳士，以及在1937年5月14日獲英廷頒授喬治六世加冕獎章。

### 晚年生涯
退休後的譚雅士繼續留任港大校董的職務，並於1965年獲港大委任為終身校董。晚年的譚雅士甚少出席公開活動，而且還幾乎完全失明。他在1976年4月8日卒於香港跑馬地養和醫院，終年76歲。譚雅士離世後，其家屬在同月12日下午2時30分於中環聖約翰座堂為他舉行安息禮拜，當日他的不少生前好友均有出席，時任港督麥理浩爵士與首席按察司貝理士爵士也分別致送花圈致悼。譚雅士的靈柩由簡悅強爵士、利銘澤、李耀祥和李福和等八名好友扶靈，隨後移奉往歌連臣角火葬場火化。
譚雅士身後遺下遺產多達約2,280萬港元，當中包括匯豐銀行、中華煤氣、香港電燈和香港電話公司等多隻「藍籌股」股票，約值1,300萬港元。該筆鉅額遺產的其中一半由其遺孀繼承，餘下一半則由他的一子及一女均分。

## 個人生活
譚雅士信奉基督教，1929年11月2日於中環聖約翰座堂迎娶已故西醫杜應坤醫生的女兒杜佩珍（Jessie Pui-chun To）為妻，當日出席嘉賓除了兩方家屬以外，還包括羅旭龢等知名士紳。杜佩珍祖籍廣東高要，父親杜應坤是香港早期少有的華人西醫，1925年省港大罷工期間曾受時任港督金文泰爵士所託前往廣州協助調停。譚雅士與杜佩珍夫婦共育有一子一女，分別名譚正和譚愛蓮，前者為香港建築師；後者為香港首位華人首席按察司楊鐵樑爵士的妻子，因此譚雅士也是楊鐵樑的岳丈。譚雅士身後多年，其妻復於1994年逝世。
譚雅士生前十分關注兒童福利，除了在戰後擔任兒童法庭法官以外，還分別在1926年和1948年參與創立香港保護兒童會和香港青少年培養會，香港保護兒童會轄下不少設施即以譚雅士夫婦名命。此外，譚雅士是香港扶輪社在1930年成立時的創會會員，並且長年參與扶輪社的活動，1936年至1937年擔任主席；他還是共濟會會員，生前活躍於該會的雍仁會館。
據聞譚雅士當年與杜佩珍結婚的時候，曾探問妻子希望環遊世界抑或是建一所大宅，結果譚雅士兩件事也達成了。譚雅士所指的大宅即為香港島半山區薄扶林道128號的「Jessville」，該西式宅第樓高兩層，於1931年建成，名稱取自其妻的洋名，當年楊鐵樑在英國迎娶譚愛蓮後回到香港，也是在大宅內首次拜見岳丈和岳母。譚雅士夫婦在1970年左右遷出大宅後，大宅就一直空置；及至1994年，譚雅士的兒子譚正曾申請把大宅拆卸，但不成功，大宅復於2006年再度被申請拆卸重建為住宅屋苑，但這次卻因其歷史價值而引起公眾關注，港府遂於2007年4月宣佈大宅為暫定古蹟，以便與業權擁有人商討大宅用地的未來用途。

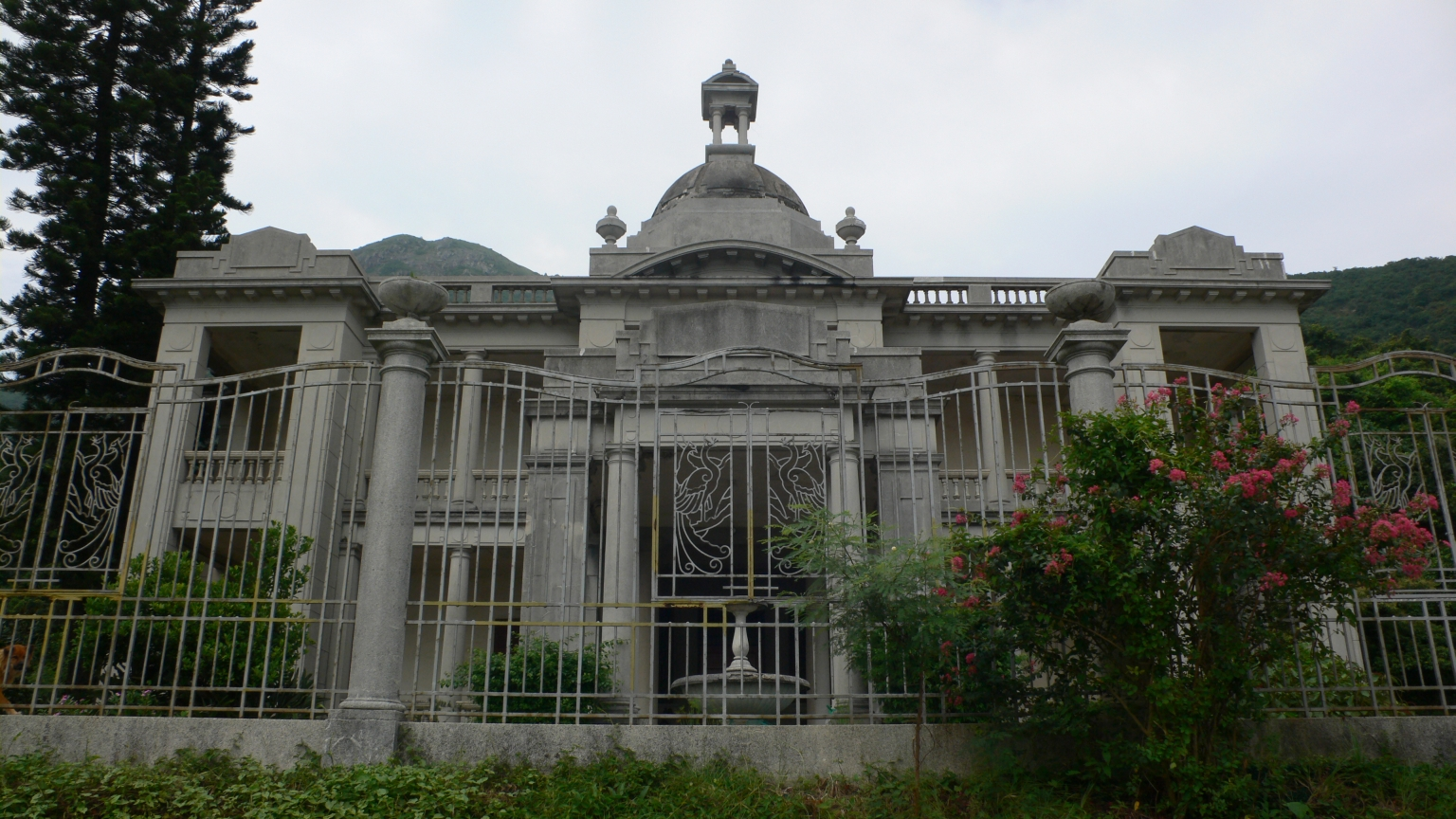
譚雅士大宅「Jessville」，建於1931年

然而，時任發展局長林鄭月娥後來在2008年1月表示，經諮詢後認為大宅的歷史價值不足以成為法定古蹟，結果改列大宅為三級歷史建築，但業主一方同意在盡量保留大宅主體的原則下重新發展有關用地。終於在2013年4月，港府宣佈撤銷大宅的發展限制，而業主一方也同意縮減發展規模，只興建一座15層高的住宅大廈，同時把大宅保留，並分割成四個私人住宅單位，另會設觀景台讓公眾從外觀賞大宅，惟不會開放大宅讓公眾入內參觀。

## 榮譽

### 殊勳
- 非官守太平紳士（J.P.） （1933年4月28日[47]）
- 英皇喬治六世加冕獎章 （1937年5月14日[52]）
- 英帝國官佐勳章（O.B.E.） （1951年英皇壽辰授勳名單[51]）

### 以他命名的事物
- 譚雅士杜佩珍慈善基金會：由譚雅士創立的一個慈善基金會[59]
- 譚雅士中國研究基金（W.N. Thomas Tam Fund for Chinese Studies ）：設於英國牛津大學東方研究學院[63]
- 善寧會譚雅士杜佩珍安家舍：位於九龍長沙灣麗閣邨麗蘭樓316至318室，創於1997年
- 香港保護兒童會譚杜佩珍日託嬰兒園：位於香港島西營盤第三街204號毓明閣地下低層
- 香港保護兒童會譚雅士幼兒學校：位於香港島西營盤醫院道香港佐治五世紀念公園內，1963年創校
- 香港保護兒童會譚雅士伉儷幼兒學校：位於九龍觀塘茶果嶺道茜草灣鄰里社區中心3樓，1994年創校

## 注腳
1. 1 2 3 4  〈副按察司楊鐵樑之岳父，前中央裁判署法官譚雅士老先生仙遊〉（1976年4月9日）
2. 1 2  "Clarifying family's wartime experiences" (13 December 2009)
3. 1 2 3 4 5  〈楊鐵樑外父萬呎大宅重門深鎖〉（2004年7月21日）
4. ↑  "CB(1)580/12-13(09) - Legislative Council Panel on Development - Progress Report on Heritage Conservation Initiatives" (February 2013), p.3 of Annex F.
5. 1 2  "Miss Anna Tam Married - Registry Ceremony" (9 December 1937)
6. 1 2 3  "Chinese Wedding - Miss J. Pui-chun To and Mr. W. N. T. Yam" (3 November 1929)
7. ↑  "Fatal Motor Crash - Miss Eva Thomas Tam Succumbs to Injuries" (1 November 1937)
8. ↑  "A.S.P.'s Car in Fatal Accident" (1 November 1937)
9. 1 2  〈沙宣道中夜闌車劫：譚綺華死巴警司傷〉（1937年11月2日）
10. ↑  〈譚綺華慘死案之研究〉（1937年11月24日）
11. 1 2 3  "A Dispute Case of Probate" (9 June 1923)
12. ↑  〈服務三院六十年，譚嘉士博士榮休〉（1972年8月23日）
13. 1 2 3 4 5 6 7 8 9  "Big turnout at Tam funeral" (13 April 1976)
14. ↑  "University of Hongkong" (29 January 1921)
15. ↑  陳君葆著、謝榮滾主編（2004年），第7卷第246頁。
16. 1 2 3  The Report of the Retrenchment Commission and Government's Commentary Thereon (1932)
17. 1 2  Report of the Commission Appointed by His Excellency the Governor of Hong Kong to Enquire into the Causes and Effects of the Present Trade Depression in Hong Kong and for the Improvement of the Trade of the Colony (1935)
18. ↑  Report of the Secretary for Chinese Affairs for the Year 1931 (1932)
19. ↑  Report of the Committee Appointed to Consider the Breeding of Pigs and Poultry in the New Territories (1934)
20. ↑  Report of the Secretary for Chinese Affairs for the Year 1936 (1937)
21. ↑  "No. 396[永久]", Hong Kong Government Gazette, 25 April 1936.
22. ↑  Report of the Secretary for Chinese Affairs for the Year 1937 (1938)
23. ↑  Report of the Secretary for Chinese Affairs for the Year 1938 (1939)
24. ↑  Report of the Secretary for Chinese Affairs for the Year 1939 (1940)
25. ↑  "No. 209[永久]", Hong Kong Government Gazette, 17 March 1939.
26. ↑  "No. 208[永久]", Hong Kong Government Gazette, 17 March 1939.
27. ↑  〈港督已委出城市設計委員〉（1939年7月2日）
28. ↑  "No. 1142[永久]", Hong Kong Government Gazette, 5 December 1939.
29. ↑  〈市政衛生局昨開例會，議員譚雅士辭職〉（1940年3月27日）
30. 1 2  〈譚雅士之演辭批評稅收估計〉（1941年2月21日）
31. 1 2  Report of the War Revenue Committee (February 1940)
32. ↑  Evans, Freedman and Krever (2011), p.203.
33. 1 2  張連興（2007年6月）
34. 1 2  Siu and Ku (2008), pp.154-155.
35. ↑  〈港府將設移民局，華人行動將受限制〉（1940年9月12日）
36. ↑  〈移民局下月成立，十二月起執行限制則例〉（1940年10月25日）
37. ↑  〈移民局組織完竣，十八日開始辦公〉（1940年11月16日）
38. ↑  〈譚雅士談領取移民證辦法〉（1940年12月19日）
39. ↑  〈譚雅士進行調查米價上漲原因〉（1941年7月15日）
40. ↑  "No. 1097[永久]", Hong Kong Government Gazette, 3 September 1941.
41. ↑  陳君葆著、謝榮滾主編（2004年），第2卷第72頁。
42. 1 2  〈香港淪陷的日子〉（2007年12月31日）
43. 1 2  O'Connell (2012), pp.262-263.
44. ↑  〈譚雅士大律師將任法官〉（1947年4月24日）
45. ↑  〈港府委任令一束〉（1947年4月27日）
46. ↑  〈港府任免令：麥士威任副警務處長、羅顯勝譚雅士等為永久裁判官〉（1949年11月12日）
47. 1 2 3  岑維休（歷年：1948年－1960年）
48. ↑  〈港督任免令〉（1951年4月14日）
49. ↑  陳君葆著、謝榮滾主編（2004年），第7卷。
50. ↑  〈香港政府新委任〉（1953年7月11日）
51. 1 2  "Supplement to Issue 34396", London Gazette, 1 June 1951, p.24.
52. 1 2  "No. 342[永久]", Hong Kong Government Gazette, 14 May 1937.
53. ↑  〈賴德爵士及譚雅士：港大聘為永遠校董〉（1965年7月29日）
54. ↑  陳君葆著、謝榮滾主編（2004年），第7卷第85頁。
55. 1 2  〈訃告〉（1976年4月10日）
56. ↑  "Local Wedding - Marriage of Well-known Chinese Barrister" (4 November 1929)
57. ↑  〈杜應坤醫生昨日逝世〉（1928年8月22日）
58. ↑  "Former magistrate dies" (10 April 1976)
59. 1 2  Official Report of Proceedings (9 April 2008)
60. ↑  Wordie (3 April 2012)
61. 1 2 3  〈大宅用外母Jessie名命名〉（2009年10月1日）
62. ↑  〈楊鐵樑岳父家族產業評三級歷史建築，譚雅士古宅保留另准起樓〉（2013年4月6日）
63. ↑  W. N. Thomas Tam Fund for Chinese Studies （页面存档备份，存于）, Faculty of OrientalStudies, University of Oxford, retrieved on 9 April 2013.

### 中文資料
- 〈杜應坤醫生昨日逝世〉，《工商日報》第叁張，1928年8月22日。
- 〈沙宣道中夜闌車劫：譚綺華死巴警司傷〉，《香港工商日報》第三版第一張，1937年11月2日。
- 〈譚綺華慘死案之研究〉，《香港工商日報》第三版第三張，1937年11月24日。
- 〈港督已委出城市設計委員〉，《大公報》第六版，1939年7月2日。
- 〈市政衛生局昨開例會，議員譚雅士辭職〉，《大公報》第六版，1940年3月27日。
- 〈港府將設移民局，華人行動將受限制〉，《大公報》第六版，1940年9月12日。
- 〈移民局下月成立，十二月起執行限制則例〉，《大公報》第六版，1940年10月25日。
- 〈移民局組織完竣，十八日開始辦公〉，《大公報》第六版，1940年11月16日。
- 〈譚雅士談領取移民證辦法〉，《大公報》第六版，1940年12月19日。
- 〈譚雅士之演辭批評稅收估計〉，《大公報》第六版，1941年2月21日。
- 〈譚雅士進行調查米價上漲原因〉，《大公報》第六版，1941年7月15日。
- 〈譚雅士大律師將任法官〉，《工商日報》第一張第四頁，1947年4月24日。
- 〈港府委任令一束〉，《工商日報》第一張第四頁，1947年4月27日。
- 〈港府任免令：麥士威任副警務處長、羅顯勝譚雅士等為永久裁判官〉，《華僑日報》第二張第三頁，1949年11月12日。
- 〈港督任免令〉，《工商日報》第五頁，1951年4月14日。
- 〈香港政府新委任〉，《華僑日報》第二張第一頁，1953年7月11日。
- 岑維休主編，《香港年鑑》。香港：華僑日報，歷年（1948年－1960年）。
- 〈賴德爵士及譚雅士：港大聘為永遠校董〉，《華僑日報》第四張第二頁，1965年7月29日。
- 〈服務三院六十年，譚嘉士博士榮休〉，《工商日報》第十頁，1972年8月23日。
- 〈副按察司楊鐵樑之岳父，前中央裁判署法官譚雅士老先生仙遊〉，《工商日報》第七頁，1976年4月9日。
- 〈訃告〉，《華僑日報》第三張第二頁，1976年4月10日。
- 陳君葆著、謝榮滾主編，《陳君葆日記全集》。香港：商務印書館，2004年。
- 〈楊鐵樑外父萬呎大宅重門深鎖〉，《東周刊》A08，2004年7月21日。
- 張連興著，《香港二十八總督》。北京：朝華出版社，2007年6月。
- 〈香港淪陷的日子〉，《大公報》C04，2007年12月31日。
- 〈大宅用外母Jessie名命名〉，《蘋果日報》A02，2009年10月1日。
- 〈楊鐵樑岳父家族產業評三級歷史建築，譚雅士古宅保留另准起樓[永久]〉，《新報》，2013年4月6日。

### 英文資料
- "University of Hongkong", The Hongkong Telegraph, 29 January 1921, p.12.
- "A Dispute Case of Probate", The Northern China Herald, 9 June 1923, p.698.
- "Chinese Wedding - Miss J. Pui-chun To and Mr. W. N. T. Yam", The Hong Kong sunday Herald, 3 November 1929, p.16.
- "Local Wedding - Marriage of Well-known Chinese Barrister", The Hongkong Telegraph, 4 November 1929, p.10.
- Report of the Secretary for Chinese Affairs for the Year 1931[永久]. Hong Kong: Hong Kong Government, 1932.
- The Report of the Retrenchment Commission and Government's Commentary Thereon[永久]. Hong Kong: Hong Kong Government, 1932.
- Report of the Committee Appointed to Consider the Breeding of Pigs and Poultry in the New Territories[永久]. Hong Kong: Hong Kong Government, 1934.
- Report of the Commission Appointed by His Excellency the Governor of Hong Kong to Enquire into the Causes and Effects of the Present Trade Depression in Hong Kong and for the Improvement of the Trade of the Colony[永久]. Hong Kong: Hong Kong Government, 1935.
- Report of the Secretary for Chinese Affairs for the Year 1936[永久]. Hong Kong: Hong Kong Government, 1937.
- "Fatal Motor Crash - Miss Eva Thomas Tam Succumbs to Injuries", The Hongkong Telegraph, 1 November 1937, p.1.
- "A.S.P.'s Car in Fatal Accident", The China Mail, 1 November 1937, p.7.
- "Miss Anna Tam Married - Registry Ceremony", Hong Kong Daily Press, 9 December 1937, p.7.
- Report of the Secretary for Chinese Affairs for the Year 1937[永久]. Hong Kong: Hong Kong Government, 1938.
- Report of the Secretary for Chinese Affairs for the Year 1938[永久]. Hong Kong: Hong Kong Government, 1939.
- Report of the Secretary for Chinese Affairs for the Year 1939[永久]. Hong Kong: Hong Kong Government, 1940.
- Report of the War Revenue Committee[]. Hong Kong: Hong Kong Government, February 1940.
- "Former magistrate dies", South China Morning Post, 10 April 1976, p.7.
- "Big turnout at Tam funeral", South China Morning Post, 13 April 1976, p.8.
- Siu, Helen F., and, Ku, Agnes S. M., Hong Kong Mobile: Making a Global Population. Hong Kong: Hong Kong University Press, 2008.
- Official Report of Proceedings（页面存档备份，存于）. Hong Kong: Hong Kong Legislative Council, 9 April 2008.
- "Clarifying family's wartime experiences", South China Morning Post, 13 December 2009, EDT10.
- Edited by Evans, C., Freedman, J., and, Krever, R., The Delicate Balance: Tax, Discretion and the Rule of Law（页面存档备份，存于）. The Netherlands: IBFD, 2011.
- Wordie, Jason, "Out and about（页面存档备份，存于）", South China Morning Post, 3 April 2012.
- O'Connell, Tim, "Li Koon-chun and Li Tse-fong", Dictionary of Hong Kong Biography. Hong Kong: Hong Kong University Press, 2012.
- "CB(1)580/12-13(09) - Legislative Council Panel on Development - Progress Report on Heritage Conservation Initiatives（页面存档备份，存于）". Hong Kong: Legislative Council of Hong Kong, February 2013.

## 外部連結
- W. N. Thomas Tam Fund for Chinese Studies
- 楊鐵樑岳父大宅申「加建」兩高樓，頭條日報（2009年4月22日）